# Ohraer Zeitung
Die Ohraer Zeitung war das Amtliche Organ des Gemeinde- und Amtsbezirks Ohra bei Danzig 1901.

## Geschichte
Die Ohraer Zeitung war ein offizielles Amtsblatt des Bezirks Ohra bei Danzig in Westpreußen. Es sind bisher nur Ausgaben aus dem Jahr 1901 bekannt.
Die Zeitung veröffentlichte offizielle Bekanntmachungen und Lokalnachrichten sowie Anzeigen auf vier Seiten. Sie erschien dienstags und donnerstags im Verlag von Albert Wilhelm Kafemann in Danzig.